# Minoo
Minoo, właściwie Paweł Pruski (ur. 28 maja 1982) – polski producent muzyczny, twórca muzyki elektronicznej, dziennikarz muzyczny. Związany z wytwórnią: Asfalt Records, Mad Hop Records, Post Label. Od roku 2018 jako Pruski tworzy muzykę z pogranicza ambientu oraz drone.

## Życiorys
Początki działalności muzycznej sięgają roku 2007, kiedy to rozpoczęła się wieloletnia współpraca z Warsaw Electronic Festiwal.  W tym samym roku nakładem Eta Label wydany został debiutancki album Material Spirit. Całość wydawnictwa utrzymana była w konwencji łączącej muzykę elektroniczną z jazowym instrumentarium.
W 2009 roku Minoo uczestniczył w projekcie CHOP Tour  mającej na celu promowanie polskiej muzyki eksperymentalnej w Chinach. W ramach projektu zagrano 6 koncertów (Foshan, Shenzhen, Changsha, Wuhan, Guangzhou, Hongkong). Powstał również album Improvision (WePlay! Records) w którym kompozycje Minoo współtworzone były z chińskim artystą Sin:Ned.
W roku 2011 Minoo nawiązał współpracę z Asfalt Records, czego wynikiem było wydanie solowego albumu White Mice. Całość wydawnictwa utrzymana została w stylistyce łączącej eksperymentalny hip-hop z muzyką elektroniczną. W wyniku trasy koncertowej muzyka Minoo prezentowana była na wielu prestiżowych festiwalach: ArtMuse 2012 (Bocholt), LPM 2012 (Rzym), FreeForm Festiwal 2013 (Warszawa), Festiwal Nowebrzminia 2013 (Wrocław). Kolejny solowy album  All the World wydany został w 2012 roku nakładem wytwórni Mad Hop Records. Tym razem na albumie pojawiło się wielu gości m.in.: O.ST.R., Teielte, Pixelord, Kidkanevil, Jon Kennedy, ZBRKLKU. Kolejny solowy album We are Crazy ukazało się w 2016 roku nakładem czeskiego Post Label. W roku 2018 wydany został (Mad Hop Records) album Bangers Must Die!
Oprócz wydawnictw pod ksywą Minoo w 2018 roku (Four Tape Records) wydany został (jako Pruski) album Sleeping Places. Estetycznie, wydawnictwo porusza się w obrębach eksperymentalnej elektroniki oraz ambientu. W roku 2019 wydał kolejny album w estetyce ambientowej Black Birds. 
Poza działalnością producencką prowadził autorską audycję radiową Beat Tools w  Off Radio Kraków

## Dyskografia (jako Minoo)
- Minoo - Music for Nodbody (2020 / Self Release)
- Minoo - We are Crazy[30] (2016 / Post Label)
- Minoo - All The World[31](2012 / Mad Hop Records)
- Minoo - White Mice[32] (2011 / Asfalt Records (AR-W89))
- Minoo – Demiurge[33] (2010 / GiN Label)
- Minoo/Sin:Ned - Improvision[34] (2008 / We Play! Records)
- Minoo - Material Spirit[35] (2008 / Eta Label)

## Dyskografia (jako Pruski)
- Pruski - Private Language[36] (2023 / Whitelabrecs)
- Pruski - Moments of Immersion[37](2022 / Whitelabrecs)
- Pruski - Whispers[38](2021 / Whitelabrecs)
- Pruski - Between[39] (2020 / Krysalisound)
- Pruski - Playground[40] (2020 / Whitelabrecs)
- Pruski - Black Birds[41](2018 / Four Tapes Records)
- Pruski -  Sleeping Places[42] (2018 / Four Tapes Records)

## Koncerty (jako Pruski)
Paweł Pruski jest aktywnym wykonawcą muzyki ambientowej i eksperymentalnej. Jego koncerty charakteryzują się atmosferycznymi, dźwiękowymi przestrzeniami, które są efektem pracy z syntezatorami modularnymi. Artysta występuje regularnie w Polsce i za granicą, uczestnicząc w festiwalach oraz prezentując swoje projekty w uznanych instytucjach kulturalnych. Koncertował m.in. w: Monome (Funkhaus Berlin), Centrum Sztuki Współczesnej Zamek Ujazdowski , Muzeum Emigracji  Międzynarodowe Prezentacje Multimedialne Ambient Festiwal (Gorlice), Festiwal Ars Cameralis(Katowice), Biuro Dźwięku (Katowice), Trzeci Nadrzeczny Salon Ambientu,  Patchlab digital art festival(Kraków). 

### Styl i Inspiracje
Paweł Pruski łączy różnorodne źródła dźwięku, tworząc atmosferyczne, czasami melancholijne, a jednocześnie pełne detali utwory. Jego muzyka inspirowana jest twórczością: Taylora Deupree, Careriny Barbieri, Jana Jelinka.